# مصاص الدماء وأسطورة الرجل الذئب
مصاص الدماء وأسطورة الرجل الذئب هي الرواية رقم 1 من سلسلة ما وراء الطبيعة التي تصدرها المؤسسة العربية الحديثة ضمن روايات مصرية للجيب للكاتب أحمد خالد توفيق تعد الرواية هي الرواية الأولي في مسار السلسلة التي تعد أول سلسلة روايات عربية في أدب الرعب.
- عدد صفحات الرواية:133 صفحة.[1]

## مصاص الدماء
يبدأ رفعت إسماعيل أول حكايته في عام 1959 عندما كان في مؤتمر عن أمراض الدم في بريطانيا، ليقابل صديقه القديم د.ريتشارد كامنجز الذي يدعوه إلى منزله الريفى الجميل، لتناول العشاء ويقابل زوجته وأبنته كاثرين، حيث يخبره د.ريتشارد أنه قام بالبحث عن الكونت دراكيولا ويعطى رفعت مظروف ليقرأه عن هذا الموضوع، ويفتحه رفعت عندما يعود إلى الفندق ليجد مجموعة من الصور والخرائط والأوراق القديمة وخطاب من خادم الكونت دراكيولا، يحذر فيه أن الكونت يعود إلى الحياة كل مائة عام وأنه سيحاول قتله ليستريح الناس من شره.
وفي اليوم التالي بعد أنتهاء جدول أعمال المؤتمر يقابل رفعت إسماعيل د. ريتشارد ليعلمه عدم اقتناعه بكل هذا، فيدعوه مرة أخرى د.ريشارد إلى منزله الريفى ليقابل ماكس لوفارسكى اليهودى ويكشف د.ريتشارد لرفعت عن مومياء دراكيولا، ويطلب من أن ينضم لهما ليصبح ثلاثتهم نماذج لثلاثة أديان تشهد عودة دراكيولا.
حيث سيحاول ثلاثتهم إعادة الحياة له وينضم لهما رفعت فقط ليبرهن لهما كم كانا مخطئين، ويبيت رفعت في منزل د.ريشارد ويفاجأ بدخول د.ريشارد عليه ليخبره بأن يلحق به في البدروم حيث توجد المومياء بعد عشر دقائق، وعندما ينفذ رفعت ما طلبه منه د.ريشارد يفاجأ بأن د.ريشارد لم يدخل أصلا غرفته ويعتبر الأخرى ن ما حدث مجرد هلاوس من رفعت.
وفي اليوم التالي يفاجأ رفعت بمن يقتحم مكتب د.ريشارد فيحاول منعه ويشتبك معه في قتال عنيف، ليفقد على أثره رفعت وعيه وعندما يصحو يتجه إلى البدروم ليفاجأ بوجود المهاجم ويحاول منعه من الهرب إلا أنه لا يستطيع.
وفي الليلة المقرر فيها عودة دراكيولا يفاجأ رفعت بـ كاثرين تخبره أنه لا يوجد أحد في المنزل لينزل معها البدروم، وينتصر عليه فضوله بأنه يقوم بأعادة دراكيولا بواسطة طقوس غريبة، لتتصرف كاثرين بسلوك غريب على نحو يوحى بأنها تحولت إلى مصاصة دماء، وتهاجم رفعت ليهرب من المنزل ومن بريطانيا، وهو لا يعرف أن كان دراكيولا عاد إلى الحياة في صورة كاثرين أم أن الأمر برمته دعابة سمجة.

## أسطورة الرجل الذئب
بعد ذلك بعامين في عام 1961 يكون رفعت في زيارة إلى رومانيا مع صديقه جوستاف فيكولسكو، يزور خلالها معالم رومانيا وفي خلال طريقهما يعلقا وسط عاصفة جليد، ويتجها إلى قرية تدعى كرايوفسكا، حيث يرفض كل الناس استقبالهما، ليستقبلهما قس الكنيسة أنطونيسكو ويقدم لهما العشاء، ويحكى لهما سر رفض الناس لاستقبالهما، حيث يوجد بيلاسكو المذءوب أي الذئب الذي كان رجلا.
ليحكى لهما أنه عندما ينتصف الشهر ويصير القمر بدرا، يتحول أحد أفراد القرية إلى ذئب يهاجم سكان القرية، ويقتلهم ومن يجرحه يتحول إلى ذئب في الشهر التالي، ويذهب بعد ذلك رفعت وجوستاف إلى حانة القرية، ليسمعا كلام كثيرا عن المذءوب، وأنه إذا هاجم أحدا ونجح هذا الشخص في جرح المذءوب، يبحث سكان القرية عن الشخص المجروح ليقتلوه حيث أنه المذءوب، ولكنهم لم يستطيعوا التخلص من المذءوب حتى الآن.
ثم تدخل إيكاترينا أبنة صاحب الحانة لتخبر رفعت أنها تريد أن تخبره بشئ، فيقرر رفعت المبيت في الحانة، لتخبره لأن المذءوب موجود حاليا في الحانة، وأنه قد هاجمها ولكنها جرحته في رأسه، وتطلب منه أن يحاول أن يعرف المذءوب من خمسة أشخاص يغطون رؤوسهم، فيفعل هذا ويستقر الرأى على أثنا ويراقبهما الموجودون في الحانة بأنتضار تحول عينى أحدهما إلى اللون الأحمر عند الليل، حيث يكون هذا دليل قاطع على أنه المذءوب. خورفات وبدع غالبا
ويغادر رفعت الحانة لأنه لا يستطيه أن يرى جريمة قتل، ليكتشف رفعت أن المذءوب يهاجمه ولكنه ينجح في الهرب منه بعد أن يسدد ضربة قوية لعين المذءوب اليسرى، لينقذه رواد الحانة من المذءوب وفي الصباح يكتشف أن هناك كدمة حول عين إيكاترينا اليسرى، فيطلب منها الهرب واللجوء إلى الكنيسة، وبتفتيش غرفتها في الحانة يكتشف ثياب مذءوب، ويكتشف رفعت أن هناك رجل يدعى ستيفانو كان يحب إيكاترينا فأدعى أن حبيبها ميخائيلسكو كان مذءوب فيقتله الجميع، فتقوم إيكاترينا بدور المذءوب للأنتقام، ليتضح لرفعت أنه ليس هناك مذءوب حقيقى في القرية وأن من قام بذلك هي إيكاترينا للأنتقام، ويحاول رفعت وصديقه جوستاف إنقاذ إيكاترينا من يد سكان القرية ولكنهما يفشلا في ذلك وتموت إيكاترينا، ليعود رفعت مرة أخرى إلى مصر بعد هذه المغامرة.
شخصيات الرواية:
- رفعت إسماعيل : أستاذ أمراض الدم وصائد اشباح هاو.
- د.ريتشارد كامنجز : صديق رفعت البريطانى.
- ماكس لوفارسي : عالم يهودى.
- كاترين : ابنة د.كامنجز.
- جوستاف فيكولسكو : صديق رفعت الرومانى.
- ايكاترينا : فتاه تقمصت دور المذئوب.

## آراء ونقاش حول الرواية
لمعرفة المزيد من التفاصيل والآراء حول الموضوع راجع منتدى شبكة روايات التفاعلية 